# 八劔社 (名古屋市天白区野並)

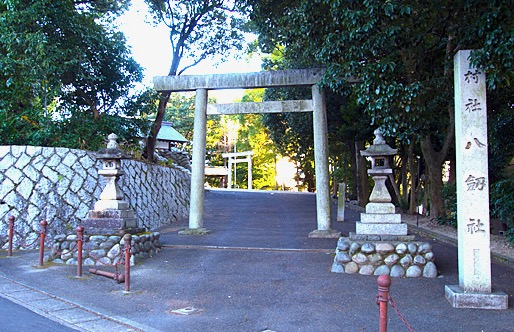
北側鳥居

野並八劔社（のなみ はっけんしゃ）は、愛知県名古屋市天白区野並にある神社。

## 概要
古くから野並地区の氏神として鎮座しており、現在は、主祭神の日本武尊を含め合計9柱の祭神を祀っている。9柱を総じて『八劔大神』と称す。
境内には『野並招魂社』があり太平洋戦争にて野並より出征し犠牲になられた方が祀ってある。また、御祭神の社として山神社・田神社・神明社・秋葉社・欠ヶ上神明社がある。

## 歴史
八劔社のすぐ北側には、かつて『梅野古墳群』があり、八劔社境内も古墳である可能性もあるため、野並村の集落は古墳時代からあったとも考えられる。

### 年表
- 1670年頃 - 「野並村　諸役免許　熱田　千秋刑部領　庄ハ不知　社　四ヶ所　大明神　田之神　神明　山之神　社内弐反四畝廿弐歩　前々除　村中　支配」（寛文村々覚書[2]の野並村の項）とある。千秋刑部は千秋輔家のことで、熱田大宮司家の所領になっていて諸役が免除されていた。神社は4社あって、「村中支配」となっているため、八劔社は千秋家のものでもなく、祢宜の持分でもなかったということになる。
- 1844年（天保15年） - 「八劔ノ社　當社を村の氏神とす　末社　六所社　秋葉ノ社」とある。当時から野並村の氏神だった事がうかがえる[3]（尾張志[4]）。
- 1872年（明治5年） - 7月28日『村社』となる。
- 1912年（大正元年） - 12月5日境内神社の内、六所神社と熱田社の祭神が合祀した[5]。
- 2009年（平成21年） - 欠ヶ上神明社が同地区の郷下川沿いに鎮座していたものを境内に遷座[3]。

## 御祭神
- 日本武尊（やまとたけるのみこと）
- 伊弉諾尊（いざなぎのみこと）
- 伊弉冉尊（いざなみのみこと）
- 天照大御神（あまてらすおおみかみ）
- 月読尊（つくよみのみこと）
- 蛭児尊（ひるこのみこと）
- 素盞嗚尊（すさのおのみこと）
- 宮簀媛命（みやずひめのみこと）
- 建稲種命（たけいなだねのみこと）

## 行事
| 1月  | 1日        | 初詣で                   |
| 1月  | 3日        | 歳旦祭・新年初祈祷祭     |
| 1月  | 14日       | 左義長（どんど焼き）     |
| 2月  | 11日       | 紀元祭                   |
| 4月  | 上旬       | 祈年祭・招魂社祭         |
| 4月  | 29日       | 昭和祭                   |
| 7月  | 上旬       | 夏越祭（おまんとまつり） |
| 8月  | 15日       | 終戦記念平和祈願祭       |
| 10月 | 例祭日前日 | 例祭宵宮祭・献灯祭       |
| 10月 | 第四日曜日 | 例大祭                   |
| 11月 |            | 七五三詣り               |
| 12月 | 上旬       | 新嘗祭                   |
| 12月 | 18日       | 秋葉祭・火防祈祷祭       |
| 12月 | 31日       | 大祓神事・除夜祭         |

## 交通

### 鉄道
名古屋市営地下鉄
-  桜通線 野並駅 2番出口より徒歩で約1分。

### 道路
- 東海通（名古屋市道東海橋線）
- 愛知県道59号名古屋中環状線

## 近隣施設
- 梅野公園
- 郷下公園
- 徳林寺
- 相生山